# 小天堂
《小天堂》是香港歌手周華健的第二十二張大碟，在1996年8月推出，是其第二張將自己的歌重唱的專輯。專輯以他與李兆雄、蔡朝華、李琪、郭宗韶、李庭匡六人組成的Easy Band為名製作。第一主打歌是新製作的歌曲《小天堂》，而第二主打歌為《弦弦全全》專輯中《誰叫我》的國語版本《我知道》，特別收錄一首全新粵語單曲《擺渡的歲月》。

## 曲目
| 曲序 | 曲名             | 曲       | 詞     | 編曲      | 附註                                                                                         |
| 01   | 花心             | 喜納昌吉 | 厲曼婷 | Easy Band | 改編自喜納昌吉的《花》 第三主打歌 原版收錄在《花心》專輯                                     |
| 02   | 小天堂           | 周華健   | 陳沒   | Easy Band | 第一主打歌                                                                                   |
| 03   | 我知道           | 周華健   | 林夕   | Easy Band | 第二主打歌 粵語原曲為《誰叫我》                                                              |
| 04   | 讓我歡喜讓我憂   | 飛鳥涼   | 李宗盛 | Easy Band | 改編自CHAGE & ASKA的《男と女》 原版收錄在《讓我歡喜讓我憂》專輯 粵語原曲為葉蒨文《情人知己》 |
| 05   | 愛相隨           | 劉志宏   | 劉思銘 | Easy Band | 原版收錄在《愛相隨》專輯                                                                     |
| 06   | 最真的夢         | 羅大佑   | 陳桂珠 | Easy Band | 原版收錄在《最真的夢》專輯 粵語原曲為陳慧嫻《人生何處不相逢》                                |
| 07   | 擺渡人的歌       | 周華健   | 詹德茂 | 李琪      | 原版收錄在《我是真的付出我的愛》專輯                                                         |
| 08   | 風雨無阻         | 李子恆   | 李子恆 | Easy Band | 原版收錄在《風雨無阻》專輯                                                                   |
| 09   | 明天我要嫁給你   | 周華健   | 周華健 | John Lee  | 原版收錄在《花心》專輯 粵語原曲為《昨晚妳已嫁給誰》                                          |
| 10   | 你現在還好嗎     | 劉志宏   | 娃娃   | Easy Band | 原版收錄在《讓我歡喜讓我憂》專輯 粵語原曲為曾航生《你現在還好嗎》                            |
| 11   | 醉               | 周華健   | 周華健 | Easy Band | 原版收錄在《我願意去等》專輯 粵語原曲為《有弦相聚》                                          |
| 12   | 孤枕難眠         | 劉志宏   | 劉志宏 | Easy Band | 原版收錄在《花心》專輯 粵語原曲為《告訴我你愛我》                                            |
| 13   | 不願一個人       | 周華健   | 周華健 | 蔡朝華    | 原版收錄在《不願一個人》專輯 粵語原曲為梁漢文《不願一個人》                                  |
| 14   | 擺渡的歲月（粵） | 周華健   | 林夕   | Easy Band | 與派台版本編曲不同 原版收錄在《驛動男人心》合輯                                              |

## 唱片版本
- 首批限量CD版，附送透明半年曆
- CD版
- 錄音帶版